# Michael Oher
Michael Jerome Oher (Memphis, 28 maggio 1986) è un ex giocatore di football americano statunitense che ha militato nel ruolo di offensive tackle nella National Football League (NFL). Fu scelto al primo giro (23º assoluto) del draft NFL 2009 dai Baltimore Ravens. Al college giocò a football a Mississippi.
La sua vita è raccontata nel libro The Blind Side: Evolution of a Game, scritto da Michael Lewis e da cui nel 2009 è stato tratto il pluripremiato film The Blind Side.

## Primi anni
Michael Jerome Williams Jr. nasce a Memphis, Tennessee, è uno dei dodici figli di Denise Oher. Sua madre soffriva di fragilità legate alle dipendenze mentre suo padre, Michael Jerome Williams era spesso in carcere. Anche il fratello della madre fu arrestato e per un periodo si ritrovò a condividere la cella proprio con il cognato. A causa di questa infanzia difficile, Michael (o Big Mike, suo soprannome) riceve una scarsa educazione, ripete sia il primo che il secondo anno e cambia undici scuole nei suoi primi nove anni da studente. Viene messo in affidamento all'età di sette anni, quindi alterna periodi nei quali vive in casa-famiglia ad altri in cui si arrangia come senzatetto.
Oher gioca a football durante il suo primo anno in un liceo pubblico di Memphis e chiede l'ammissione alla Briarcrest Christian School su iniziativa di Tony Henderson, un meccanico d'auto, con il quale vive temporaneamente. Henderson presentò domanda alla scuola al fine di soddisfare il desiderio espresso da sua madre prima di morire. L'allenatore della squadra di football della scuola invia la domanda d'iscrizione al preside che accetta di far entrare Oher solo a patto che prima completi un piano di studio a casa. Nonostante Michael non abbia finito il piano di studio, il preside decide di farlo entrare comunque nella scuola quando si rende conto del fatto che Big Mike necessita di una buona istruzione scolastica.
Dopo la stagione 2003 di football Michael è nominato lineman dell'anno 2003 della Divisione II (2A), e First Team Tennessee All-State. Prima di quella stagione, e nei suoi precedenti 20 mesi a Briarcrest, Michael ha vissuto con diverse famiglie affidatarie. Nel 2004, Leigh Anne e Sean Tuohy, una coppia facoltosa con una figlia e un figlio che frequentano Briarcrest, permettono a Big Mike di vivere con loro e infine lo adottano. La famiglia comincia ad occuparsi di lui dopo aver appreso le difficoltà della sua infanzia difficile. Assumono anche un tutor, che lavora con lui per venti ore settimanali.

## Carriera universitaria
Anche se ha ricevuto borse di studio offerte dall'Università del Tennessee, Louisiana State, Alabama, Auburn e quella della Carolina del Sud, Oher ha optato di giocare per l'allenatore Ed Oreron all'università del Mississippi, ovvero l'Università dei suoi genitori adottivi, Leigh Anne Tuohy e Sean Tuohy. La decisione ha scatenato un'indagine da parte della NCAA. Il problema principale era il voto medio di Michael ancora troppo basso per una borsa di studio al momento dell'offerta da parte della Ole Miss. Questo problema è stato risolto grazie alla laurea online presa attraverso la Brigham Young University.
Michael ha giocato dal 2005 al 2008 con gli Ole Miss Rebels vincendo numerosi premi.
Riconoscimenti vinti:
- Jacobs Blocking Trophy della SEC (2008).
- Offensive Lineman dell'anno della SEC (2008).
- First-Team All-SEC (2008 e 2007).
- First-Team All-American (2008).
- Second-Team All-SEC (2006).
- First-Team Freshman All-American (2005).
- First-Team Freshman All-SEC (2005).

## Carriera professionistica

### Baltimore Ravens

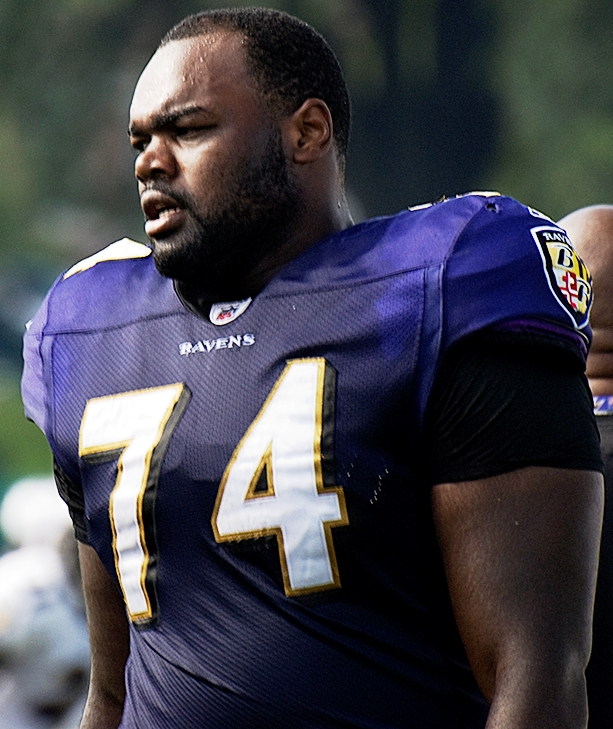
Oher nel 2009

Al draft NFL 2009 Oher è stato selezionato come 23ª scelta assoluta dai Baltimore Ravens. Il 30 luglio 2009 ha firmato un contratto di 5 anni per 13,8 milioni di dollari. Ha debuttato nella NFL il 13 settembre 2009 contro i Kansas City Chiefs. Nella sua prima stagione ha giocato 16 partite tutte da titolare di cui 5 come tackle sinistro e 11 come tackle destro. A fine stagione ha ricevuto 6 voti nel premio di rookie offensivo dell'anno, classificandosi al secondo posto. Nella sua seconda stagione è stato spostato in maniera definitiva come tackle sinistro.
Il 3 febbraio 2013 Oher è partito come titolare nel Super Bowl XLVII contribuendo alla vittoria dei Ravens sui San Francisco 49ers per 34-31, laureandosi per la prima volta campione NFL. Dopo una stagione 2013 non brillante, i Ravens hanno deciso di non rinnovare il contratto a Oher, rendendolo free agent. In cinque stagioni nel Maryland non saltò una sola partita, giocandole tutte e 80 come titolare.

### Tennessee Titans

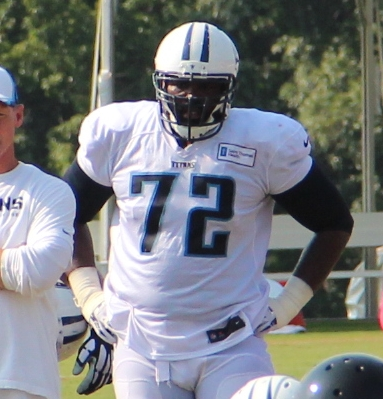
Oher nel training camp 2014.

Il 14 marzo 2014 Oher ha firmato coi Tennessee Titans un contratto quadriennale del valore di 20 milioni di dollari, inclusi 5,9 milioni garantiti. La sua prima stagione con la nuova squadra non è stata però positiva. Partito come titolare nelle prime undici partite, si è classificato al 74º posto (su 78 tackle eleggibili) nelle classifiche di rendimento del sito Pro Football Focus. Ha perso poi due partite a causa di un infortunio finché, il 13 dicembre, è stato inserito in lista infortunati, concludendo la sua annata. Il 5 febbraio 2015 fu svincolato.

### Carolina Panthers
Il 6 marzo 2015 Oher ha firmato un contratto biennale del valore di 7 milioni di dollari con i Panthers. A fine anno è partito come titolare nel Super Bowl 50, dove i Panthers sono stati sconfitti per 24-10 dai Denver Broncos.
I Panthers ci riprovarono con un contratto da 9,5 milioni all'anno per 3 stagioni ma un infortunio pose fine alla sua carriera.

## Controversie
Nell'agosto 2023 Oher ha intentato una causa sostenendo che Leigh Ann e Sean Tuohy non lo hanno mai effettivamente adottato, ma hanno invece creato una tutela che ha concesso loro l'autorità legale per concludere affari a suo nome. Ha affermato che i Tuohy hanno usato il loro potere di conservatori per concludere un accordo che ha fruttato loro e ai loro due figli milioni di dollari in royalties dal film The Blind Side mentre Oher non ha ottenuto nulla. L'azione legale di Oher chiedeva alla corte di porre fine alla tutela dei Tuohys e di emettere un'ingiunzione che impedisse loro di utilizzare il suo nome e la sua immagine. Ha inoltre chiesto un resoconto completo del denaro guadagnato dai Tuohy utilizzando il suo nome, il pagamento della sua quota di profitti e altri danni compensativi e punitivi. La giudice della Corte di Probazione della Contea di Shelby, Kathleen Gomes, il 29 settembre 2023 ha posto fine all’accordo raggiunto nel 2004, quando i Tuohy avrebbero ingannato Oher facendogli firmare dei documenti che li nominavano come tutori anziché come genitori adottivi. In risposta alle denunce dell’atleta, i Tuohy hanno a loro volta accusato l’ex-giocatore della Nfl di aver inventato tutto per estorcere loro 15 milioni di dollari e “attirare l’attenzione durante il tour promozionale del suo ultimo libro”. Hanno anche affermato di aver tentato di dividere volontariamente i proventi del film con Oher, che ha rifiutato i pagamenti in quello che potrebbe essere stato un preludio a una causa legale.

## Palmarès

### Franchigia
- Super Bowl : 1

Baltimore Ravens: Super Bowl XLVII
- American Football Conference Championship: 1

Baltimore Ravens: 2012
- National Football Conference Championship: 1

Carolina Panthers: 2015

### Individuale
- PFWA All-Rookie Team - 2009